# Khalilur Rahman Haqqani
Khalilur Rahman Haqqani: ( pastún: خلیل‌الرحمن حقاني [xalilʊrahˈmɑn haqɑˈni]; c. 1966 - 11 de diciembre de 2024) fue un señor de la guerra pashtún afgano, líder muyahidín y terrorista global especialmente designado por el Gobierno federal de los Estados Unidos. Fue ministro interino de Refugiados y Repatriación en el régimen talibán no reconocido internacionalmente desde el 7 de septiembre de 2021.   Fue un miembro destacado de la Red Haqqani.
Haqqani fue asesinado por un terrorista suicida en diciembre de 2024, un hecho reivindicado por el grupo yihadista Estado Islámico del Gran Jorasán (EI).

## Primeros Años y Actividades
El Programa de Recompensas por la Justicia indicó que Haqqani pudo haber nacido en 1966 en la Provincia de Paktiyá en Afganistán, pero también es posible que haya nacido entre 1958 y 1964.
Pertenecía a la tribu Zadran de etnia pastún. Durante la guerra afgana, Haqqani participó en la recaudación de fondos internacionales para los talibanes y apoyó las operaciones de los talibanes en Afganistán.
En 2002, desplegó hombres bajo su cargo para reforzar a Al Qaeda en la provincia de Paktia. En 2009, ayudó en la detención de prisioneros enemigos capturados por la red Haqqani y los talibanes. En 2010, proporcionó financiación a los talibanes en la Provincia de Laugar. Haqqani ha cumplido las órdenes impartidas por su sobrino, Sirajuddin Haqqani, un líder de la Red Haqqani y que fue designado terrorista en marzo de 2008 en virtud de la Orden Ejecutiva 13224.
El 9 de febrero de 2011, el Departamento del Tesoro de los Estados Unidos, en virtud de la Orden Ejecutiva 13224, designó a Khalil Haqqani como Terrorista Global Especialmente Designado y ofreció una recompensa de 5 millones de dólares estadounidenses por él como uno de sus terroristas más buscados.
Fue incluido en la lista con el título de Hajji y se supone que residía en Peshawar, Miram Shah, Distrito de Waziristán del Norte en Pakistán y en la Provincia de Paktiyá en Afganistán; mientras que su fecha de nacimiento se ha dado de diversas formas entre 1958 y 1966.
El 9 de febrero de 2011, las Naciones Unidas, de conformidad con el párrafo 2 de la resolución 1904 (2009), añadieron a Khalil Haqqani a la Lista de Sanciones de 1988 (TAi.150) por asociación con Al Qaeda, Osama bin Laden o los talibanes por “participar en la financiación, planificación, facilitación, preparación o comisión de actos o actividades ejecutados por los talibanes o realizados en o bajo su nombre, junto con ellos o en apoyo de ellos” o “apoyar de otro modo actos o actividades ejecutados por ellos”.
La red Haqqani fue fundada por el hermano de Khalil Haqqani, Jalaluddin Haqqani. A mediados de la década de 1990, se unieron al régimen talibán del Mohammad Omar. La ONU determinó que Khalil Haqqani participó en actividades de recaudación de fondos en nombre de los talibanes y de la Red Haqqani y realizó viajes internacionales para obtener apoyo financiero. A partir de septiembre de 2009, Haqqani obtuvo apoyo financiero de los estados árabes del Golfo Pérsico y de fuentes del sur y este de Asia.
Además, ha actuado en nombre de Al Qaeda y estuvo asociado con sus operaciones militares, incluido el despliegue de refuerzos para elementos de Al Qaeda en la Provincia de Paktiyá.

## Posiciones gubernamentales
En agosto de 2021, tras la Caída de Kabul, Haqqani fue puesto a cargo de la seguridad de Kabul durante la transición de poder.
El 7 de septiembre de 2021, Khalil Haqqani fue nombrado Ministro de Refugiados del Emirato Islámico de Afganistán en el régimen talibán, no reconocido internacionalmente.

## Fallecimiento y Funeral
El 11 de diciembre de 2024, un terrorista suicida mató a Haqqani y a otras cinco personas en su oficina ministerial en Kabul.
El Washington Post lo describió como la muerte más importante entre los líderes talibanes desde la toma militar de Afganistán en 2021.
Haqqani fue enterrado en Paktia el 12 de diciembre de 2024. El funeral, al que asistieron miles de personas, se celebró en medio de estrictas medidas de seguridad.

El Estado Islámico del Gran Jorasán se atribuyó posteriormente la responsabilidad del ataque. Según un informe emitido por el medio de comunicación del Daesh, Amaq, un militante del Estado Islámico del Gran Jorasán esperaba fuera de la oficina del ministro y detonó explosivos mientras salía.

## Reacción
El Ministerio de Exteriores de Pakistán condenó el asesinato, y el ministro de esa cartera, Ishaq Dar, se manifestó "profundamente impactado” por el ataque "y la pérdida de valiosas vidas como resultado de este atentado terrorista”.